# جعير (المخادر)

تعديل مصدري - تعديل

جعير محلة تابعة لقرية صواح، التابعة لعزلة المعشار بمديرية المخادر إحدى مديريات محافظة إب في الجمهورية اليمنية، بلغ تعداد سكانها 33 حسب تعداد اليمن لعام 2004.